# San Juan Diuxi
San Juan Diuxi è un comune del Messico, situato nello stato di Oaxaca.